# فانوس دریائی نقطه باگاکی
فانوس دریائی نقطه باگاکی (انگلیسی: Bagacay Point Lighthouse) یک فانوس دریایی فعال در لیلوان، سیبو، در فیلیپین است.

## شرح
برج فانوس دریایی در ارتفاع ۱۷۲ فوتی در یک منطقه شلوغ و مشرف به کانال مکتان قرار دارد. این برج در منطقه مرتفعی در املاک دولتی به وسعت ۵۰۰۰ متر مربع قرار دارد‍. اولین بار چراغ چشمک زن درجه سوم آن در تاریخ ۱ آوریل ۱۹۰۵ با یک سطح طراز ۱۴۶ فوتی روشن شد. برج هشت ضلعی حاضر، همه‌اش سنگ‌تراشی و دارای رنگ سفید است. این بنای برجسته با دستورالعمل اجرایی صادر شده در تاریخ ۲۸ ژوئیه ۱۹۰۳ توسط ویلیام هووارد تفت، نخستین آمریکایی فرماندار کل فیلیپین که در سال ۱۹۰۰ به عنوان رئیس کمیسیون فیلیپین به کشور آمد، ساخته شد. محل فانوس دریائی در ابتدا در سال ۱۸۵۷ توسط دولت حاکم اسپانیولی تأسیس شد.
برای بیش از ۱۰۰ سال، این فانوس دریایی، دریانوردان و ماهیگیران را از شهرهای ساحلی در شمال شهر سیبو راهنمایی می‌کند. این موضوع مورد علاقه بسیاری از نقاشان و عکاسان برای طراحی معماری جالب توجه بوده‌است.
تمام کمک‌های ناوبری در فیلیپین توسط گارد ساحلی فیلیپین اداره می‌شود.